# Patrick Thomas O’Reilly

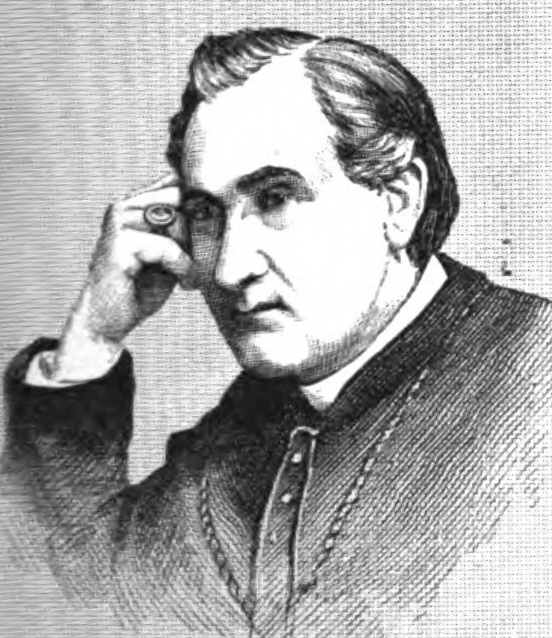
Patrick Thomas O’Reilly (1886)

Patrick Thomas O’Reilly (* 24. Dezember 1833 in Kilnaleck, County Cavan, Irland; † 28. Mai 1892) war ein irisch-US-amerikanischer Geistlicher und römisch-katholischer Bischof von Springfield.

## Leben
Patrick Thomas O’Reilly kam als Kind in die Vereinigten Staaten und studierte am St. Mary’s Seminar in Baltimore, Am 15. August 1857 spendete ihm der Bischof von Portland, David William Bacon, das Sakrament der Priesterweihe für das Bistum Boston. Er war in Worcester und Boston in der Pfarrseelsorge tätig.
Am 23. Juni 1870 ernannte ihn Papst Pius IX. zum ersten Bischof des wenige Tage zuvor errichteten Bistums Springfield. Der Erzbischof von New York, John McCloskey, spendete ihm am 25. September desselben Jahres die Bischofsweihe; Mitkonsekratoren waren der Bischof von Boston, John Joseph Williams, und der Bischof von Albany, John Joseph Conroy.
Während seiner mehr als zwanzigjährigen Amtszeit verdoppelte sich die Zahl der Katholiken im Bistum auf etwa 200.000. Standen ihm anfangs 43 Priester für die Seelsorge zur Verfügung, waren es bei seinem Tod bereits 196. O’Reilly errichtete 53 Pfarreien und weihte 45 Kirchen. Zu den fast einhundert Grundsteinen, die er für Kirchen und Schulen legte, kamen die Gründung eines Krankenhauses in Holyoke und von Waisenhäusern in Worcester und Holyoke.